# Petra Frey
Petra Frey, née le 27 juin 1978 à Innsbruck, est une chanteuse autrichienne.

## Biographie
Petra a sorti son premier album, Bloß Träume im Kopf en 1993. Petra a représenté l’Autriche au Concours Eurovision de la chanson en 1994 avec la chanson composée par Brunner & Brunner, Für den Frieden der Welt (« Pour la paix du monde »), qui s’est classé 17e dans la finale internationale. Elle vient également deuxième à la finale nationale autrichienne en 2003 avec la chanson This Night Should Never End (« Cette nuit ne devrait jamais finir »). En 2007, après quelques années de pause, Petra retourne à la scène avec un nouvel album, Göttlich weiblich, son premier sur le label DA Records.